# Laboratoire de physique corpusculaire de Caen
 (janvier 2024).
Si vous disposez d'ouvrages ou d'articles de référence ou si vous connaissez des sites web de qualité traitant du thème abordé ici, merci de compléter l'article en donnant les références utiles à sa vérifiabilité et en les liant à la section « Notes et références ».
Le Laboratoire de Physique Corpusculaire de Caen (LPCC), fondé en 1947, est une unité mixte de recherche (UMR) dont les tutelles sont l’Université de Caen Normandie, le CNRS via l’Institut de Physique Nucléaire et de Physique des Particules (IN2P3), et l’école d’ingénieurs ENSICAEN. Le laboratoire regroupe une centaine de personnes, avec environ 80 permanents[réf. nécessaire].

## Historique
Le laboratoire de physique corpusculaire a vu le jour en 1947, avec l'arrivée du professeur Scherer (chaire de Physique) à l'Université de Caen. À cette époque, l’Université a connu plusieurs destructions à la suite des bombardements. C’est ainsi que l’Université, initialement située dans le quartier Saint-Sauveur, fut réinstallée au lycée Malherbe (actuellement Hôtel de ville), puis à l’école normale de garçons (actuellement Rectorat). En 1957, L’université de Caen est reconstruite rue du Gaillon (campus 1). Elle est alors considérée comme la plus moderne d’Europe. Son inauguration est un évènement de portée mondiale, symbole de la reconstruction après la guerre. Une statue de Phénix est alors réalisée par Louis Leygues et placée à l’entrée du campus, symbole de sa renaissance après sa destruction par les flammes[réf. nécessaire].
En 1953, fut soutenue la première thèse de Physique Corpusculaire à l'Université de Caen[réf. nécessaire]. En 1986, le laboratoire s’installe sur le Campus 2 et intègre l’ISMRA (Institut des Sciences de la Matière et du Rayonnement). Cet établissement public à caractère administratif, alors rattaché par convention à l'Université de Caen, change de nom en 2002 et devient l’ENSICAEN.

## Activités scientifiques
Les sujets de recherche fondamentale au laboratoire sont liés à la physique subatomique et à l’étude des particules et interactions fondamentales et sont pour la plupart attachés à des collaborations internationales. Les thématiques sont organisées en 3 pôles distincts. Le premier pôle concerne la physique nucléaire avec l’étude de la structure du noyau atomique et des réactions nucléaires auprès d’accélérateurs tels que le GANIL à Caen, le GSI en Allemagne, le RIKEN au Japon, le LNS en Italie, le CERN en Suisse, etc. Les modèles théoriques développés au laboratoire dans ce domaine sont utilisés pour comprendre la dynamique des étoiles à neutrons et la relier avec l'émission d'ondes gravitationnelles. Le deuxième pôle étudie, d'une part, les propriétés de l’interaction faible avec des mesures de précision de basse énergie, auprès d’accélérateurs comme le GANIL, JYFL en Finlande ou encore le CERN et le PSI en Suisse et, d'autre part, il s'est spécialisé récemment dans le domaine des astro-particules et multi-messagers dans le cadre de grands projets : KM3NeT (étude des neutrinos cosmiques et atmosphériques), LIGO/VIRGO, EINSTEIN Telescope et LISA (étude des ondes gravitationnelles). Le troisième pôle concerne la recherche appliquée, dans les domaines de l’énergie nucléaire et de la santé. Pour le domaine de l’énergie, il s’agit de l’étude de faisabilité de réacteurs nucléaires de nouvelle génération appelés réacteurs hybrides ou encore ADS (Accelerator Driven System) qui utilisent un faisceau de particules combiné à un réacteur sous-critique afin de produire de l’énergie, mais aussi de transmuter les noyaux radioactifs à durée de vie longue produits lors des réactions de fission en éléments à durée de vie plus courte. Le domaine de la santé concerne notamment le développement de moniteurs faisceau spécifiques pour le traitement des cancers par protonthérapie ou très prochainement par hadronthérapie grâce à des faisceaux de carbone. Dans ce contexte, une plateforme de recherche appelée ARCHADE a été créée à Caen afin d’explorer ce type de traitement pour certains cancers actuellement résistants aux traitements existants par chimiothérapie ou radiothérapie[réf. nécessaire].

## Activités d'enseignement
Le laboratoire comprend une vingtaine d’enseignant-chercheurs, qui délivrent des cours à l’Université de Caen Normandie (Licences et Masters, BUT Mesures Physiques, ESIX) et l'école d’ingénieurs ENSICAEN (diplôme en génie nucléaire et énergie, master en ingénierie nucléaire). Le master de recherche en physique nucléaire est le master international ERASMUS MUNDUS NucPhys, établi au sein d'un consortium d'universités comprenant des établissements italiens et espagnols. Il a été gratifié récemment d'une Graduate School par la région Normandie. Des enseignements sont également proposés dans le cadre de la formation par apprentissage (Licence professionnelle MRSN, Master 2 Radioprotection) ainsi que la formation continue (Personne Compétente en Radioprotection, formation certifiée CEFRI). Le projet AMI/CMA/3NC de France 2030 va permettre d'investir dans du matériel de pointe pour les formations nucléaires. Dans le cadre de sa mission de formation, le laboratoire accueille chaque année environ 30 à 40 stagiaires de tous niveaux allant des stages découverte de 3eme, IUT, Licence jusqu’au Master 1 et 2. Le laboratoire forme des doctorants, au nombre d’une quinzaine actuellement[réf. nécessaire][Quand ?].

## Actions de culture scientifique et technique
Le laboratoire s'investit pleinement dans les actions de culture scientifique et technique en développant des outils de médiation tels que le Billotron, le Muoscope, le Nucleus 3D, la chambre à brouillard, etc[réf. nécessaire].